# .kg
.kg는 키르기스스탄의 인터넷 국가 코드 최상위 도메인이다. 등록이 2차 도메인으로 보통 이루어지지만, gov.kg와 mil.kg와 같은 특별한 3차 도메인 등록도 받고 있다.

## 2차 도메인
- .org.kg
- .net.kg
- .com.kg
- .edu.kg
- .gov.kg
- .mil.kg